# Sintesi asimmetrica

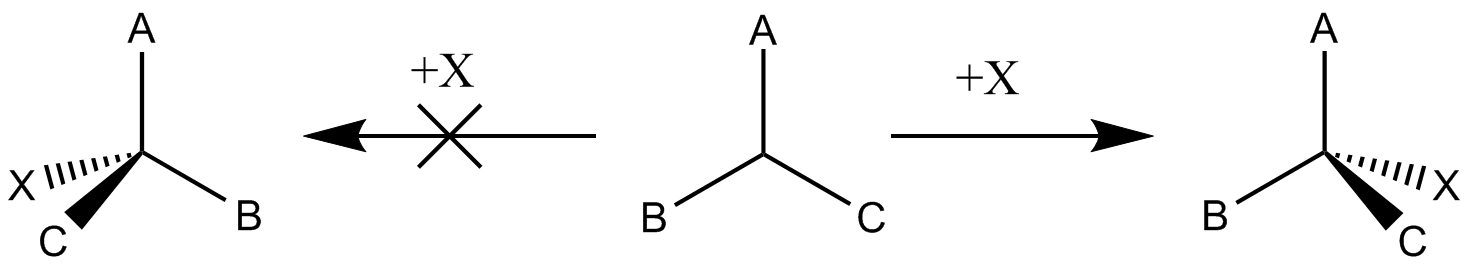
Schematizzazione di una sintesi stereoselettiva volta a ottenere un determinato enantiomero

La sintesi asimmetrica, chiamata anche sintesi chirale, enantioselettiva o stereoselettiva, è una reazione chimica in cui vengono formati uno o più nuovi elementi di chiralità in una molecola favorendo la produzione di un dato stereoisomero. Ciò è importante nel campo della sintesi farmaceutica, dato che differenti enantiomeri o diastereomeri di una molecola possiedono spesso differente attività biologica. Va notato che l'efficienza del processo di una sintesi enantioselettiva può essere molto elevata, ma mai prossima al 100% e la successiva purificazione dell'enantiomero desiderato è normalmente molto complessa e spesso non realizzabile.

## Approcci
Nella strategia di sintesi asimmetria esistono tre principali approcci:
- il pool chirale, ovvero la sintesi utilizza un enantiomero puro come reagente per ottenere il composto chirale finale desiderato;
- l'ausiliario chirale, un composto chimico o una unità incorporata temporaneamente in modo da ottenere con la sua rimozione la formazione selettiva di uno dei due enantiomeri;
- la catalisi asimmetrica, dove un catalizzatore enantiomerico favorisce un percorso di reazione a cui compete minore energia di attivazione.